# تاريخ زيمبابوي الاقتصادي

معدل نسبة نمو الناتج المحلي الإجمالي السنوي لزيمبابوي خلال الفترة من عام 1961 حتى عام 2010.'

بدأ تاريخ زيمبابوي الاقتصادي بالانتقال إلى حكم الأغلبية في عام 1980 ومنح بريطانيا الاستقلال. عززت الحكومة الجديدة بقيادة رئيس الوزراء روبرت موغابي الاشتراكية، واعتمدت جزئيًا على المساعدة الدولية. ورث النظام الجديد أحد أكثر الاقتصادات تقدمًا وفاعلية من الناحية الهيكلية في إفريقيا. فرضت الحكومة في عام 2000 برنامجًا لإصلاح الأراضي للاستيلاء على المزارع المملوكة للبيض مما تسبب في انكماش اقتصادي جنبًا إلى جنب مع سوء الإدارة والفساد وعدم الاستقرار السياسي.

## فترة حكم ما قبل الاستعمار
تعكس الأنشطة الاقتصادية لدول البانتو في المنطقة موارد المنطقة والتقاليد الاقتصادية للسكان. على سبيل المثال: اعتمدت القوة الاقتصادية لإمبراطورية روزوي على الثروة الحيوانية والزراعة، مع تعدين الذهب بشكل كبير. أقاموا تجارة مع التجار العرب واستبدلوا مواد مثل الذهب والنحاس والعاج بالبضائع الفاخرة.

## فترة حكم الشركة والفترة البريطانية وحكم الأقلية
كانت الهجرة البيضاء إلى مملكة الشركة قليلة في البداية، لكنها زادت خلال القرن العشرين وأوائل العشرينيات من القرن الماضي، وخاصة في جنوب زامبيزي. حفز الركود الاقتصادي في الخليج بعد حرب البوير الثانية العديد من البيض من جنوب أفريقيا على الانتقال إلى روديسيا الجنوبية، وشجع مشروع الشركة منذ نحو عام 1907 المزيد من المهاجرين على البقاء. شهدت صناعات التعدين والزراعة في روديسيا الجنوبية تقدمًا كبيرًا خلال هذه الفترة، إذ نما إنتاج الذهب السنوي في روديسيا الجنوبية من 610,389 جنيه إسترليني في عام 1901 إلى 2,526,007 جنيه إسترليني في عام 1908. وازنت الدولة أولًا الإيرادات والنفقات عام 1912.
طورت روديسيا الجنوبية اقتصادًا اعتمد على إنتاج عدد قليل من المنتجات الأولية، لا سيما الكروم والتبغ. ولذلك كانت سريعة التأثر بالدورة الاقتصادية. أدى الركود العميق في ثلاثينيات القرن العشرين إلى إفساح المجال للازدهار في فترة ما بعد الحرب. دفع هذا التغير إلى هجرة نحو 200,000 من البيض بين عامي 1945 و1970 مما زاد عدد السكان البيض إلى 307,000. كان عدد كبير من هؤلاء المهاجرين من الطبقة العاملة البريطانية، بينما أتى آخرون من الكونغو البلجيكية وكينيا وتنزانيا وأنغولا وموزمبيق. أسسوا اقتصادًا متوازنًا نسبيًا، وحولوا ما كان يعتبر اقتصادًا يعتمد على منتج أساسي كالزراعة والأخشاب إلى عملاق صناعي قوي يوفر صناعات الحديد والصلب ومشاريع تعدين حديثة. لا تدين هذه النجاحات الاقتصادية للمساعدات الخارجية إلا بالقليل.
عانى اقتصاد روديسيا من عقوبات دولية لمدة عقد بعد إعلان استقلالها، وهي معاناة تضاءلت مع إعلان المزيد من دول منطقة أفريقيا الجنوبية الاستقلال وحكم الأغلبية وكذلك إنهاء الحرب الأهلية الروديسية.

## ثمانينيات القرن العشرين
اتبعت الحكومة في البداية نموذج النقابات لإدارة الاقتصاد.
نشرت الحكومة مجموعة كاملة من السياسات الاقتصادية الجديدة، وأقرت الحد الأدنى للأجور وألغت الحق في فصل العمال. تضاعف إجمالي الإنفاق على التعليم ثلاثة أضعاف تقريبًا (من 227.6 مليون دولار زمبابوي إلى 628.0 مليون دولار زمبابوي)، وكذلك الإنفاق الحكومي على الرعاية الصحية (من 66.4 مليون دولار زمبابوي إلى 188.6 مليون دولار زمبابوي) بين عامي 1979 و1990. ارتفع الإنفاق على التوظيف في القطاع العام بنسبة 60٪، وعلى الخدمة المدنية بنسبة 12٪ سنويًا خلال فترة الثمانينيات. تضاعف الإنفاق الحكومي المركزي ثلاث مرات وزاد حصته من 32.5% من الناتج المحلي الإجمالي في عام 1979 إلى 44.6% في عام 1989.
كانت النتائج خلال ذلك الوقت مختلطة إلى حد ما. انخفض التفاوت الاقتصادي بين السكان وتوفر التعليم والرعاية الصحية. ارتفع نصيب الفرد من الناتج المحلي الإجمالي خلال الثمانينيات بنسبة 11.5٪. وزاد نصيب الفرد في الولايات المتحدة خلال نفس الفترة الزمنية بنسبة 38٪ من الناتج المحلي الإجمالي للفرد. وهكذا فقد زادت نسبة الفقر للبلاد مقارنة بالولايات المتحدة خلال هذه الفترة. نزح العديد الزيمبابويين البيض والعمال المهرة في ذلك الوقت.
كانت هناك عدة أسباب لأداء الاقتصاد الذي تراوح بين المتوسط والمنخفض. حافظت الحماية على الشركات القائمة ذات التكلفة العالية، لكنها حدت من الصادرات من خلال رفع تكاليف الاستيراد للمصدرين، مما أدى إلى نقص حاد في النقد الأجنبي اللازم للحصول على التكنولوجيا المستوردة. لم يُسمح للشركات الأجنبية بتحويل الأرباح، وثُبِطَ الاستثمار الأجنبي الجديد بقوة. احتاج الحصول على إذن وتراخيص للاستثمار الجديد وإقالة العمال وقتًا طويلًا وتكاليف عالية للمعاملات. ثبطت معدلات الفائدة من الادخار، وقلل ميل الدولة للاقتراض عرض رأس المال لجميع المقترضين ما عدا البعض، وسبب أيضًا التضخم. لم يشجع النظام تطوير شركات أفريقية جديدة مستقلة بل قمع ذلك.
ارتفع الإنفاق العام بشكل كبير لا سيما في مجال التوظيف في الخدمة المدنية والإنفاق على الخدمات الاجتماعية وإعانات الشركات المملوكة للحكومة. أدى ذلك بدوره إلى عجز مزمن في الميزانية وقاد إلى نظام ضريبي مرتفع وزيادة سريعة في الدين العام، خلق كل ذلك عبئًا على الاقتصاد.

## تسعينيات القرن العشرين
اتفقت النخب الحكومية بشكل متزايد بحلول نهاية الثمانينيات على ضرورة تنفيذ سياسات اقتصادية جديدة من أجل ضمان نجاة النظام على المدى الطويل. يهدف نظام السياسة الجديد الذي صممته الحكومة ومستشاروها إلى تشجيع نمو وخلق فرص العمل من خلال نقل السيطرة على الأسعار من الدولة إلى السوق وإتاحة الحصول على العملات الأجنبية وتخفيف الضوابط الإدارية على قرارات الاستثمار والتوظيف وتخفيض العجز المالي. حظي النظام بدعم محلي واسع وطُرح قبل خروج المشاكل الاقتصادية عن السيطرة. ساعد بانخفاض دولار زيمبابوي بنسبة 40% وإزالة ضوابط الأسعار والأجور.
أعقب خطة التقشف في زيمبابوي مشاكل اقتصادية زادت من حدتها. تقلص النمو والعمالة والأجور والإنفاق على الخدمات الاجتماعية بشكل حاد، لم ينخفض التضخم وبقي العجز أعلى بكثير من الأهداف، وأغلقت العديد من الشركات الصناعية ولا سيما المنسوجات والأحذية بسبب زيادة المنافسة وارتفاع معدلات الفائدة. زادت نسبة الفقر في البلاد خلال هذا الوقت. من الجوانب الإيجابية: ازداد تكوين رأس المال ونسبة الصادرات في الناتج المحلي الإجمالي وانخفض التفاوت بين المناطق الحضرية والريفية.
صرف النظر عن تطبيق السياسات الجديدة بسبب الظروف غير المواتية. قلل الجفاف من الإنتاج الزراعي والصادرات والإيرادات العامة والطلب على التصنيع المحلي. بلغ معدل النمو خلال السنوات الثلاث المتأثرة بالجفاف (1992 و1993 و1995) نحو 2.6%، وخلال السنوات الثلاث الجيدة (1991 و1994 و1996) نحو 6.5%. ألغى نظام حزب المؤتمر الوطني الأفريقي الجديد في جنوب أفريقيا اتفاقه التجاري مع زيمبابوي في ذلك الوقت وأخضع صادراته إلى تعريفات، كما خفضت زيمبابوي صادراتها، مما ساهم بشكل كبير في تراجع الصناعة.

## منذ عام 2000 وحتى الآن
تقلص اقتصاد زيمبابوي منذ عام 2000 في جو من الاضطراب السياسي وهروب رؤوس الأموال والفساد وسوء الإدارة. خرج التضخم عن نطاق السيطرة (بلغ ذروته عند 500 مليار في عام 2009) وتدهورت أسس الاقتصاد كالزراعة والصناعة. بدأ العديد من الزيمبابويين العمل في الاقتصاد غير الرسمي بسبب حالة الاقتصاد الرسمي المتردي.